# Биогенное вещество
Биогенное вещество — вещество, представляющее собой остатки отмерших организмов или продукты жизнедеятельности и линьки живых организмов.
Понятие биогенное вещество введено В. И. Вернадским в начале XX в. при создании учения о биосфере.

## Классификация
Биогенное вещество подразделяется на необиогенное (образованное живыми организмами современной геологической эпохи) и палеобиогенное (образованное организмами предыдущих геологических эпох и сформировавшееся под действием тех или иных условий среды).

### Необиогенное вещество
Отличительной чертой необиогенного вещества является его крайняя неустойчивость в биосфере, обусловленная главным образом тем, что его энергично перерабатывают живые организмы. Особенно это характерно для органических соединений (хитиновые покровы членистоногих, выпавшие волосы и зубы млекопитающих, сброшенные рога оленей, теряемые перья птиц, опадающие листья (а в некоторых случаях кора и валежник) деревьев, древесный опад, созревшие и отделившиеся от растения плоды, их пыльца и т.д). Лишь незначительная часть необиогенного вещества в особых условиях переходит в ископаемое состояние и превращается в палеобиогенное вещество.

### Палеобиогенное вещество
Палеобиогенное вещество в осадочных породах весьма разнообразно: растительный детрит, различные остатки организмов, янтарь, копролиты, микробиогенные минералы — сульфиды, карбонаты, гидроокислы железа и т. д.
Биогенные карбонатные породы (известняки, мел, доломиты) образуются в результате деятельности как планктонной, так и донной плёнки жизни в экологических системах Мирового океана и внутриконтинентальных водоёмов. К числу биогенных относятся и копролитовые известняки — горная порода, исходным материалом для которой послужили фекалии илоедов, перерабатывавших известковый ил.
Кремнистые породы (опал, халцедон, кварц) сложены преимущественно скелетными остатками «кремниевых» организмов (диатомовые водоросли или диатомеи, радиолярии, губки и силикофлагеллаты).
Каустобиолиты
Это горючие ископаемые (торф, сапропель, уголь, горючие сланцы, нефть) — осадочные породы, характеризующиеся значительными концентрациями биогенных веществ. Формирование каустобиолитов осуществляется при определённом воздействии энергетической функции живых организмов. Наиболее интенсивное накопление органического необиогенного вещества в современной биосфере происходит в болотах и некоторых озёрах. России принадлежит 60 % запаса торфа. В континентальных водоёмах накапливаются остатки фито- и зоопланктона, донных и свободноплавающих организмов и экскрементов животных — сапропель. Биогенные вещества аккумулируются и в Мировом океане. Каменные угли образовались из древних торфов. Ископаемые угли известны с девона, когда в биосфере возникли леса. Горючие сланцы образовались из сапропелей. Органическое вещество горючих сланцев представлено остатками фитопланктона, однако существуют «полугорючие» сланцы, где в составе органического вещества преобладают остатки зообентоса и зоопланктона. Нефть также образовалась в земной коре из биогенных веществ — остатков планктонных организмов.
Фосфатные, железистые и марганцевые породы — осадочные породы с низкими концентрациями биогенных веществ. Практически все месторождения фосфоритов имеют органическое происхождение. 95 % всех запасов фосфоритов располагается в донных морских отложениях. Основным первичным накопителем фосфора в морской воде является фитопланктон, а в осадок фосфор попадает, главным образом  в виде фекальных пеллет зоопланктона. При удобрении полей фосфоритами в биотический круговорот веществ возвращается фосфор обитателей древних морей. Железистые и марганцевые горные породы являются продуктами метаболизма живых организмов морей, океанов, болот и озёр, при этом основную роль в концентрации марганца и железа в донных осадках играют железобактерии.
В образовании аллеитов (в частности бокситов), солей, обломочных и глинистых пород также принимают участие живые организмы (растения, бактерии или животные), которые являются деструкторами на подготовительной стадии образования.
Формирование палеобиогенного вещества в земной коре регулируется тремя факторами: первый — продуктивность живого вещества, которое служит исходным материалом при формировании палеобиогенного вещества: биотический (биофактор); второй — условия, благоприятные для концентрации необиогенного вещества: экологический (экофактор); третий — обстановка, обеспечивающая переход биогенного вещества в ископаемое состояние: тафономический (тафофактор).